# Maurice Goldhaber
Maurice Goldhaber (Leópolis, 18 de abril de 1911 — Condado de Suffolk (Nova Iorque), 11 de maio de 2011) foi um físico estadunidense. Em 1957, juntamente com Lee Grodzins e Andrew Sunyar, estabeleceu que os neutrinos tem helicidade (projeção do spin na direção do momento) negativa.

## Pesquisa
Em 1934, trabalhando no Laboratório Cavendish em Cambridge, Inglaterra, ele e James Chadwick, por meio do que chamaram de efeito fotoelétrico nuclear, estabeleceram que o nêutron tem massa suficiente sobre o próton para decair.
Ele se mudou para a Universidade de Illinois em 1938. Na década de 1940, com sua esposa Gertrude Scharff-Goldhaber, ele estabeleceu que as partículas betas são idênticas aos elétrons.
Ele se juntou ao Laboratório Nacional de Brookhaven em 1950. Com Edward Teller ele propôs que a chamada "ressonância nuclear de dipolo gigante" era devido aos nêutrons em um núcleo vibrando como um grupo contra os prótons como um grupo (modelo Goldhaber-Teller).

Ele fez uma conhecida aposta com Hartland Snyder por volta de 1955 de que os antiprótons não poderiam existir; quando ele perdeu a aposta, ele especulou que a razão pela qual a antimatéria não parece ser abundante no universo é que antes do Big Bang existia uma única partícula, o “universon” que então decaiu em “cosmon” e “anti-cosmon", e que o cosmon posteriormente decaiu para produzir o cosmos conhecido. Na década de 1950, ele também especulou que todos os férmions como elétrons, prótons e nêutrons são "duplicados", ou seja, cada um está associado a uma partícula mais pesada semelhante. Ele também especulou que no que ficou conhecido como o modelo Goldhaber-Christie, as chamadas partículas estranhas eram compostas de apenas 3 partículas básicas. Ele foi diretor do Laboratório Nacional de Brookhaven de 1961 a 1973.